# Paula Anta
Paula Anta Gutiérrez (Madrid; 1977) es una artista y fotógrafa española  cuya obra se centra en la relación entre la naturaleza y la artificialidad unida a las estructuras creadas por el ser humano. Es una viajera global que convierte su mirada en arte. Sus fotografías están cargadas de poesía y sugieren ausencia pero, a la vez, evocan una presencia inquieta y reflexiva. Su sensibilidad se contagia y atrapa al espectador.

## Biografía
Nació en Madrid en 1977, se licenció y doctoró en la Facultad de Bellas Artes, con mención internacional, por la Universidad Complutense de Madrid. Realizó los estudios profesionales de piano (título profesional plan 66).
Su formación académica e investigadora la ha desarrollado, además de en España, en Frankfurt (beca creación artística Atelierfrankfurt) y Colonia (Alemania), Colegio de España en París (Francia) y Real Academia de España en Roma (Italia).
La fotografía ha formado parte de su creación y de su estudio y sobre ella versó la investigación de su tesis doctoral: El encuadre fotográfico entendido como proceso: factores tecnológicos, perceptivos y elementos constitutivos de la imagen en la fotográfica.
Como creadora, ha recibido numerosos premios y becas, tanto nacionales como internacionales, cabe destacar la beca de creación artística Atelierfrankfurt (Alemania).
Ha colaborado en diferentes proyectos en países de todo el mundo. Con Oxfam Intermon viajó a Mauritania para vivir la realidad del país y dar a conocer con esta experiencia la necesidad de la cooperación. De este viaje nació la serie "Hendu".
También ha realizado proyectos en Senegal, Líbano, Siria, Egipto, Turquía, Marruecos, así como en India y Corea del Sur o Perú (Proyecto fotográfico Pillpa), Ecuador, Brasil y Venezuela, Costa de Marfil, Washington (EE. UU.) de donde han surgido algunas de sus series.

## Producción artística
Paula Anta ha utilizado la fotografía, el vídeo y la instalación como formas de expresión artística.
Su fotografía se encuadra dentro de la llamada, "fotografía conceptual". El trabajo ha sido realizado en series a partir de un argumentario que luego ha desarrollado in situ, con escenificaciones que, de forma instalativa, construyen la imagen final.
Paula Anta lleva a la naturaleza más allá de sus posibilidades reales, sin imposturas. Sus imágenes crean situaciones posibles partiendo de un paisaje o de un espacio aparentemente espontáneo que sin imponer una narrativa forzada sugieren y provocan en el espectador una visión reflexiva.
Además de la naturaleza, Anta ha trabajado en otros campos temáticos como la mujer (Mujeres Lectoras), la historia (Rutas Negras), el viaje (Journal de Hotel) y la mirada (Kanzel).

### Fotografía
Su lenguaje fotográfico presenta una coherencia narrativa al estar estructurado en series, que se componen de mujeres, espacios, paisajes y naturalezas abiertas o encerradas, reales o ficticias, manteniendo un especial interés por la naturaleza y el mundo vegetal, mostrando la esencia de su elaborado proceso creativo.

#### Series
- Akouédo. Esta serie de fotografías hace un recorrido para mostrar la transformación del  vertedero de Akouédo en un parque público, es el resultado de la residencia artística en Abiyán en el año 2023 invitada por la Embajada de España en Costa de Marfil.[14]
- Hoist (2023) manifiesta un acto de “salvación”, el árbol caído se eleva y consigue un equilibrio. La serie formada por 5 imágenes de instalaciones realizadas a orillas del río Potomac representan la búsqueda del equilibrio como acción política y personal.[15]
- Uproot, se trata de imágenes de raíces de árboles que, por vejez o enfermedad, han caído. Muestra el desarraigo como la pérdida de un estado. la raíz pasa a ser como un esteroide que flota de nuevo entre lo oculto, conectando el interior con el exterior.[16]

- Nudos: Topologías de la memoria (2019), se trata de un trabajo que reflexiona sobre la naturaleza, el proyecto se centra en una serie de cúmulos vegetales que tras una apariencia caótica y aleatoria muestra un orden universal, estableciendo una relación con las conexiones neuronales, el fondo dorado y la luz que atraviesa e irradia de esa maraña vegetal lleva al espectador a un estadio superior, atemporal y sagrado. Este proyecto ha sido realizado in situ para el Centro de Arte de Alcobendas.[17][18]
- Khamekaye (2018), son señales, hitos colocados a lo largo del litoral para ver desde el mar el lugar donde se encuentran los poblados, la serie fue realizada en la Grande-Côte, situado entre l norte de Dakar y la desembocadura del río Senegal.[19]

- Laal (2016), quiere decir rojo en hindi pero también es vitalidad, energía, riqueza, pasión, fortuna y felicidad. El paisaje se ve, se habita y se modifica.

- Kanzeln (2015), significa 'caseta de aguardo' en alemán; es la serie que acompaña el trabajo teórico de su tesis doctoral sobre el encuadre y la mirada.[20][11]

- Hendu (2014) es la 'nube con arena' en la lengua poular, una de las lenguas que se hablan en Mauritania.[21]
- L’architecture des arbres (2013) esta serie se compone de 4 fotografías, instalaciones realizadas en distintos espacios del edificio de la Cité International de París. Como dice la artista: "De esta manera, establezco, a través de ellas, un juego con elementos de la naturaleza y estructuras arquitectónicas, planteando así una escenografía donde, de manera sutil, como si del trazo de un dibujo se tratara, la naturaleza se introdujera en la estructura."[22]
- Edera (2012) fotografías de instalaciones realizadas en distintos espacios arquitectónicos, durante su estancia en Roma, elaboradas con hiedras artificiales pintadas con acrílico negro.[23]
- Rutas Negras (2010-20011) caminos en crisis, aislados, incomprensibles y salvadores, también, de la autopista total. Son imágenes de intervenciones realizadas en diferentes ciudades de países de cultura árabe, principalmente originadas en la época del Imperio Romano, que en su día fueron puntos cardinales de nuestro mapa historiográfico.[24]
- Palmehuset  (2007-2010) imágenes de Jardines Botánicos de ciudades europeas, como Bergen, Oslo, Copenhague, Londres, Edimburgo, Lyon, Viena, Salzburgo, Ámsterdam, Berlín, Frankfurt, Lisboa y Madrid.[25][26]
- Faunia (2008-2009) imágenes nocturnas tomadas en el zoo de Madrid donde, una vez más, Anta nos habla de la naturaleza contenida. Muestran la artificialidad de una naturaleza donde lo vivo desaparece.[27]
- Paraísos artificiales (2008). Imágenes tomadas en tiendas de Corea, representando un intento de retener todas las plantas que existen en la Naturaleza, para conseguir la perfección o la idea de perfección que se tiene de las cosas y donde el límite entre lo que es y su imitación perfecta se borra.[28]
- Börus (2007-2009) instalaciones y fotografías en diferentes espacios arquitectónicos (edificio Trianon, Frankfurt am Main y La Caja Mágica, Madrid), donde las plantas se apoderan e invaden el espacio arquitectónico.[29]

- Journal de Hotel (2005-2007) compuesta por más de 40 fotografías de camas de hoteles de todo el mundo, sus hogares impersonales durante dos años de viaje y trabajo.[30]

#### Retratos
- Mujeres Lectoras (2010-2011) es un proyecto de retrato clásico desde un punto de vista histórico, partiendo del pasado como modelo de inspiración, adaptándolo al presente, como forma de interpretación. Los retratos de mujeres lectoras surgieron a partir del siglo XVII y se extendieron hasta el siglo XIX.[31]
- Borsisti (2012). Paula Anta ha realizado las fotografías de los becarios de la Real Academia de España en Roma del curso 2011-2012, formando un proyecto de inspiración barroca adaptado al presente.[32][33]
- Santos (2013) la artista ha realizado un trabajo con la influencia iconográfica e histórica del arte barroco.[34]
- Cervantes (2013). Continúa con la influencia del barroco trabajando la iluminación de claroscuros.

### Vídeos
- Talea (2013).[35]

- "In Between Mixed Media", Videoprojektionen von Paula Anta.[36]
- Risoletto (2007)

- Sonate nº1 “Augenmusik” K505 (2006).[37][38]
- Espía (2006)

### Teatro
Ha sido realizado con la compañía Kubik Produccines.
- El Gran Atasco, Vestuario, Atrezzo y Foto fija.[39]
- Metro Cúbico,  sonido, vídeo y Foto fija.[40]
- Büro, Foto Fija.[41]

### Proyectos colectivos
- Herbarios imaginados. Entre el arte y la ciencia.  Dónde las obras de artistas contemporáneos dialogan con las obras de los fondos de los museos científicos de la Universidad Complutense de Madrid. [42][43]

- “Retrátate” proyecto en colaboración Ayuntamiento de Madrid, Samsung y Photoespaña.[44]

- Mujeres Mirando Mujeres, proyecto exclusivamente programado y gestionado por mujeres del mundo del arte.[45]
- Artistas españole. In & out. Espacio Fundación Telefónica.[46]

- Más y Mejor Ayuda, puesto en marcha por la ONG Oxfam Intermón.[47]
- Fronteras Blandas. Destellos, deslumbramientos y ruptura: una crónica de la fotografía contemporánea en España. Espacio Fundación Telefónica, Madrid.[48]

- Postales de Madrid, instalación y fotografías, La Caja Mágica, Madrid. Documental para Telemadrid.[49]

- Grupo DIZ ( fotógrafos plásticos integrado por Paula Anta, Julio Galeote y Javier Martínez Bueno).[50]

- Explorando Usera, colaboración en el proyecto de LaHostiaFineArts (LHFA),[51] MADRID ABIERTO, Madrid.
- Manual de instrucciones y Grandes éxitos. Colaboración con la revista La más Bella.[52]

### Libros, portadas, contraportadas e ilustraciones
- Manifiesto. Paula Anta. Editorial Nocapaper (2017).[53]
- Hebras de aire. Luis Miguel Uriarte de los Santos. Editorial Monte Carmelo.[54] (2016)
- Die Fotografische Wirklichkeit. Lars Blunck. Editorial transcript Verlag (2010).[55]
- Todo es mentira en las películas. Roxana Popelka. Ediciones de Baile del Sol (2009).[56]
- Nunca viajes sin un fotógrafo. Borja Morgado Aguirre. Editorial: Visión Libros.[57]
- Vive la música. Iniciación. Mª Ángeles Gutiérrez. Editorial Real Musical.[58]

## Premios y reconocimientos
- Premios de Cultura de la Comunidad de Madrid 2022 en la categoría de Fotografía.[59]

- Premio Fundación Campocerrado 2022, premio otorgado en el marco de la feria de arte IFEM .[60]
- En 2021 obtuvo el Premio Internacional de Fotografía Contemporánea Pilar Citoler, en su XI edición.[61]
- Premio Photographer of the month ITSLIQUID (2021).[62]

- Premio Mallorca de Fotografía Contemporánea 2020 por el proyecto Khamekaye.[63]
- Premio Internacional de Fotografía ‘Santiago Castelo’ 2020, con la obra "Aurum 03". El premio ha sido otorgado por el Centro Unesco de Extremadura y la Dirección General de Acción de Acción Exterior.[64][65]

- Premio Colección Kells en Estampa 2019.[66]

- Premio de La Fundación Ankaria en la primera edición de Tranversia Senegal-España 2018.[67]
- Comunidad de Madrid Estampa, Premio Accésit 2016[68] Emenge, 2014 de la serie ‘Hendu.’[69]
- Finalista VIII Premio Bienal Internacional de Fotografía Pilar Citoler 2015.[70]
- Beca FormARTE de Artes Plásticas y Fotografía, Colegio de España en París.[4]
- Finalista Premio Combat Prize 2013, en Leghorn, Toscana, Italia.[71]
- Beca MAEC-AECID de la Academia de España en Roma.[5]
- Premio de Fotografía Fundación ENAIRE 2010, Tyr01_Líbano, de la serie Rutas Negras.[72]
- Ayuda para la creación y difusión del arte contemporáneo INICIARTE 2009. Junta de Andalucía.
- Premio Purificación García, Círculo de Bellas Artes.[73]
- Premio Creación Artística 2008.[74][10] Proyecto fotográfico Pillpa en Perú.
- Finalista concurso fotográfico El Cultural del periódico El Mundo.[75]
- Beca creación artística, Atelierfrankfurt, Alemania.[8]
- Premio Joven Artes Plásticas 2006.[76]
- Cátedra Juan Gris, curso Jannis Kounellis (2004).
- Premio Joven, Universidad Complutense de Madrid.[77]
- Premios Injuve para la creación Joven 2006.[78]
- Ayuda Workshop Claude Closky, DFSSU Management de projets informatiques, Paris.(2002).[22]

## Ferias y festivales
Ha participado en exposiciones, festivales y ferias en España y fuera de España.
- Fotonoche de Alcobendas 2018.[79]

- Arco 2009,[10] ARCO 2015[80] ARCO 2017,[27] ARCO 2023[81]
- PhotoEspaña 2008, PhotoEspaña 2012, PhotoEspaña 2014,[48] PhotoEspaña 2017.[82][83] PHotoEspaña 2019,[84]
- XIV Encuentros Fonográficos de Gijón 2017.[85][86]
- XXVI Edición de ArteSantander. Feria Internacional de Arte contemporáneo (2017).[87]
- Estampa Feria Internacional Arte Múltiple,[88] 2008, 2016 y 2017.
- Encuentro Internacional de Fotografía PHOTO ALC.[89]
- Paisajes habitados. Le Chatau d’Eau, Toulous – Francia.[90]
- Festival Miradas de Mujeres 2012[91] y 2014.[92][93]
- mulier, mulieris  2011. organizado por Universidad Alicante para conmemorar el Día Internacional de la Mujer.[94]
- Art/Banchel.[95]
- Latitudes Festival de Fotografía de Huelva.[96]
- “Foro Sur”. Feria Iberoamericana de Arte Contemporáneo.[97]
- Just Madrid.
- LOOP Art Fair, Centre de Cultura de Dones Francesca Bonnemaison, Barcelona.
- ARTEBA'10 Feria de Arte Contemporáneo 2010.[98]
- Diva en Nueva York.[99]

## Exposiciones
La obra de Paula Anta ha formado parte de exposiciones en España, Alemania, Francia e Italia, de manera individual o colectiva tanto en Galerías privadas como en salas de Instituciones y organismos Oficiales:
- Galería La Gran (Santander).[101] Galería Aural.[102] Galería Blanca Soto. Galería Pilar Serra. Galería Ferrán Cano, Galería Skyisthen Palma de Mallorca. Galería Fucares. Galería Sura. “Wallpaper”, Galería A&D Barcelona. Galería la Gran, Valladolid. Espacio Nuca, Salamanca.[103] Galeria Ferran Cano, Palma de Mallorca.
- Galería Heike Strelow, Frankfurt; "Artist in Residence", Ministerio de Cultura Hessen. “Open Doors 2007” Exposición organizada por Atelierfrankfurt.[104] “Sunset Delux-Art” Gastatelier, Kunstverein Linklaters. Chateau D’Eau de Toulouse[105][106]

- Palma Photo, PhotoAlc, Matadero, Edificio Tabacalera,[107] Círculo de Bellas Artes, Real Jardín Botánico de Madrid, Real Academia de Bellas Artes de San Fernando,[33] Calcografía Nacional,[83] Canal de Isabel II, Centro de Arte Moderno Hospital del Rey de Melilla, Auditorio Nacional de Música de Madrid, Palacio Revillagigedo de Gijón, Centro Cultural de la Diputación de Orense.[99] CA2M Centro de Arte 2 de Mayo,[108] CCCB de Barcelona, DA2 de Salamanca ('Drink me'), Casa de las Conchas (Salamanca), Casa de la Panadería (Madrid).[109] Centro de Arte Alcobendas. Colegio Oficial de Arquitectos de Madrid (COAM).[110] La Laboral Gijón.[111] El Real Jardín Botánico de Madrid.[112] Universidad de Córdoba (UCO). Casa de África  en Las Palmas de Gran Canaria.[113]Antigua Residencia de Embajadores de España, sede de la Oficina Cultural, en Washington (EE. UU.)[16]

## Obras en colecciones
Su obra forma parte de colecciones de instituciones públicas y privadas y de particulares:
Ministerio de Educación, Cultura y Deporte; Ministerio de Asuntos Exteriores; Ministerio de Fomento; Centro de Arte Contemporáneo Hospital del Rey; Archivo de Creadores ( Matadero, Madrid); CA2M Centro de Arte 2 de Mayo; Fundación AENA; Comunidad de Madrid; R&P Legal; Watson, Farley & Williams; KfW Bankengruppe; Centro de Arte Alcobendas;  Hotel Mandarin Oriental Ritz de Madrid. Particulares.

## Docencia
Ha ejercido como profesora de fotografía en la Escuela Superior de Imagen y Sonido CES (2005- 2009), en la Facultad de Bellas Artes de Cuenca, Universidad de Castilla-La Mancha (2010-2011) y actualmente en Máster en Fotografía Artística y Narrativas Documentales, Universidad Rey Juan Carlos de Madrid. También imparte clases magistrales, conferencias y seminarios en diferentes universidades de España y Alemania, en centros culturales y en centros de arte.